# Травень 2021
Травень 2021 — п'ятий місяць 2021 року, що розпочався у суботу 1 травня та закінчився у понеділок 31 травня.

## Події
- 1 травня
  - Президентство Джо Байдена: адміністрація президента США Джо Байдена зупиняє будівництво частини стіни на кордоні з Мексикою, оплачене з військового бюджету.[1]
- 2 травня
  - На Землю повернувся перший екіпаж (SpaceX Crew-1) багаторазового космічного корабля Crew Dragon Resilience[2]
- 3 травня
  - У результаті аварії мосту метрополітену в Мехіко[en] 25 людей загинуло, ще понад 70 отримали поранення[3].
  - Європейський Союз висловив протест послу Росії Володимиру Чижову у зв'язку з введенням санкцій відносно високопоставлених європейських чиновників.[4]
- 4 травня
  - У ході масових протестів проти податкової реформи в Колумбії загинули 19 людей та понад 800 осіб отримали поранення.[5][6]
  - У результаті падіння естакади метро у Мехіко 23 людини загинули і близько 70 отримали поранення.[7][8]
  - Міністри туризму країн Великої двадцятки (G20) підтримують введення паспортів вакцинації від COVID.[9][10]
  - Італійський футбольний клуб «Рома» оголосив про призначення нового очільника з сезону 2021-22 — Жозе Моурінью.[11][12]
- 8 травня
  - Ізраїльсько-палестинська криза (2021): у результаті сутичок між ізраїльсько поліцією та палестинцями в Єрусалимі постраждало понад 160 людей[13].
  - Курс криптовалюти Dogecoin обвалився після заяв Ілона Маска під час інтерв'ю на телебаченні[14]
- 9 травня
  - На Землю впала китайська РН Великий похід-5, яка вивела на орбіту перший модуль Тяньхе Китайської космічної станції у квітні[15]
  - В США після хакерської атаки оголошено надзвичайний стан через зупинку трубопроводу Colonial Pipeline[16].
- 10 травня
  - Ізраїль та контрольований Хамасом Сектор Гази почали обмінюватися потужними ракетними обстрілами[17]
- 11 травня
  - Внаслідок стрілянини в казанській школі № 175 загинуло щонайменше 9 чоловік[18]
  - Апеляційний адміністративний суд підтримав чинність нової редакції українського правопису[19].
- 13 травня
  - У фіналі Кубка України з футболу 2020—2021 київське «Динамо» перемогло луганську «Зорю» та стало 13-разовим володарем Кубка України[20].
- 15 травня
  - Китайський марсохід Тяньвень-1 здійснив посадку на Марсі[21]
- 16 травня
  - Переможницею конкурсу Міс Всесвіт 2020 стала представниця Мексики Андреа Меза[22].
- 22 травня
  - На 65-му пісенному конкурсі Євробачення-2021, що проходив у Роттердамі, де мав відбутися скасований конкурс 2020 року, переміг італійський рок-гурт Maneskin з піснею «Zitti e buoni». Український гурт Go_A виборов 5-те місце[23].
  - Virgin Galactic здійснила випробувальний суборбітальний космічний політ космічного корабля VSS Unity[24]
- 23 травня
  - Літак авіакомпанії Ryanair «Boeing 737», що прямував з Греції до Литви було примусово посажено в Мінську через неправдиве повідомлення про замінування. Після приземлення було заарештовано білоруського опозиціонера і журналіста Романа Протасевича та його дівчину Софію Сапегу[25]
  - У результаті аварії на канатній дорозі в Італії на горі Моттароне загинуло 14 осіб[26].
  - На Чемпіонаті Європи з водних видів спорту, що проходив в Угорщині, найбільше медалей завоювали спортсмени з Російської Федерації.
- 24 травня
  - У результаті військогового перевороту в Малі армія заарештувала президента Ба Ндау, прем'єр-міністра і міністра оборони[27].
  - Білорусь оголосила про вислання з країни посла Латвії та майже всього дипломатичного персоналу посольства у відповідь на інцидент у Ризі, де державний прапор Білорусі замінили на біло-червоно-білий стяг під час проведення Чемпіонату світу з хокею із шайбою[28].
- 26 травня
  - Інвестиційна компанія Dragon Capital придбала українське інтернет-видання «Українська правда»[29].
  - Переможцем Ліги Європи УЄФА 2020—2021 вперше став іспанський Вільярреал, який у фіналі здолав англійський Манчестер Юнайтед[30].
  - Відбулось повне місячне затемнення (Місячний сарос 121), яке було видно на заході Північної і Південної Америки, в Океанії, Австралії та Східній Азії[31].
  - Український фільм Зази Буадзе «Мати апостолів» переміг у трьох номінаціях на Нью-Йоркському кінофестивалі[32].
  - Український фольк-гурт «Go A» із піснею «Шум» очолили топ світових трендів Spotify[33]
- 28 травня
  - Український фільм «Мати апостолів» переміг у трьох номінаціях на Нью-Йоркському кінофестивалі[34]
  - За дивних обставин під час швидкісного підйому після дайвінгу загинув колишній голова Служби зовнішньої розвідки України Віктор Гвоздь[35]
- 29 травня
  - Англійський клуб Челсі став переможцем Ліги чемпіонів УЄФА 2020—2021 — у фіналі він здолав Манчестер Сіті[36].